# Unidad Democrática de Coahuila
Unidad Democrática de Coahuila (UDC) es un partido político con registro local en el estado de Coahuila, México. Obtuvo su registro como partido político estatal el 16 de abril de 1996.

## Resultados electorales

### Gobernador
|  | 2.23 % |

|  | 3.22 % |

|  | 36.95 % |

|  | 8.97 % |

|  | 35.18 % |

|  | 8.76 % |

|  | 36.60 % |

|  | 3.15 % |

|  | 5.88 % |